# Яниковский, Анджей
Анджей Яниковский (в русскоязычных источниках часто упоминается как Андрей; пол. Andrzej Janikowski; 1799—1864) — польский врач и педагог, доктор медицины; автор ряда научных трудов по медицине.

## Биография
Анджей Яниковский родился 2 (13) ноября 1799 года в Пильзно, в Галиции. По окончании в 1821 году Ягеллоновского университета он получил в нем степень доктора медицины и хирургии и отправился совершенствовать знания за границу в Вену и Париж, где оставался до 1824 года. В этом же году он сдал поверочный экзамен при бывшем Варшавском университете и был утвержден в звании доктора медицины и хирургии, а затем в течение двух лет занимался частной практикой в городе Ополе. 
В 1826 году А. Яниковский был приглашен правительственной комиссией вероисповедания и народного просвещения профессором теоретической хирургии в Варшавский университет и эту должность занимал до закрытия Александровского университета в связи с Польским восстанием 1830 года. 
С 1826 года он исполнял и обязанности врача в Варшавском благотворительном обществе, а с 1839 года — обязанности председателя медицинского отдела. 
В 1832 году Анджей Яниковский был приглашен членом в общий медицинский совет, в котором с 1849 году исполнял обязанности научного секретаря. Кроме того, с 1840 по 1857 год он читал бесплатно лекции в открытой в то время школе фармацевтов в Варшаве. 
В 1857 году Яниковский был приглашен членом комитета временно заведующего Варшавской медико-хирургической академией (позднее Варшавская главная школа, а затем Императорский Варшавский университет), а в 1859 году — профессором судебной медицины, врачебной полиции и психиатрии и назначен научным секретарем при той же академии; с 1861 года Яниковский временно исполнял там же должность президента. В 1862 году, вследствие надорванного здоровья, он просил освободить его от обязанностей в Академии и в медицинском совете.
Анджей Яниковский являлся членом Варшавского медицинского общества, Краковского научного общества, Виленского врачебного общества, Общества ревнителей знания в Познани и Русского медицинского  общества в Санкт-Петербурге.
Перу А. Яниковского принадлежит ряд научных трудов. В 1828 году учениками его по бывшему Варшавскому университету был, без его ведома, отлитографирован его курс хирургии, вследствие чего в работу вкралось много неточностей. Несколько позже польский врачебный совет напечатал некоторые написанные Яниковским сочинения.
Анджей Яниковский скончался 4 декабря 1864 года в городе Варшаве.